# جوستين سيجموند
جوستين سيجموند (بالألمانية: Justine Siegemund)‏ هي قابلة ألمانية، ولدت في 26 ديسمبر 1636 في Roztoka, Lower Silesian Voivodeship ‏ في بولندا، وتوفيت في 10 نوفمبر 1705 في برلين في ألمانيا.

## سيرتها المهنية

### 1656-1672
في العشرين من عمرها، عانت جوستين من هبوط المهبل، شُخص خطًأ. حفزتها تجربتها المؤلمة على التثقيف حول طب التوليد، وبدأت ممارستها في عام 1659، عندما طُلب منها المساعدة في حالة ولادة متعسرة متعلقة بذراع جنين في غير مكانها. حتى عام 1670، قدمت خدمات القبالة مجانًا للنساء الفقيرات في منطقتها المحلية. نمت قاعدة عملائها المدفوعة لتشمل التجار والعائلات النبيلة.

### 1670-1701
في عام 1670، عُينت سيغموند قابلة مدينة لغنيتسا. ازدهر عملها وتوسعت قاعدة عملائها، وعندما هدد ورم عنق الرحم لويز، دوقة لغنيتسا، استدعاها الأطباء الذكور للاستفادة من خدماتها المهنية، ونجحت في إزالته. في العام نفسه، اتهمها مارتن كيرغر -مشرفها السابق- بممارسات الولادة غير الآمنة. انحاز زملاء كيرغر في كلية الطب في فرانكفورت على أودر إلى سيغموند، وأظهرت تصريحات كيرغر أنه يفتقر إلى معرفتها المهنية القائمة على الخبرة العملية في علم التشريح الإنجابي للمرأة والرضع والولادة.
لم تؤثر ادعاءاته على فرص العمل المهنية لسيغموند. لفتت خبرتها وبراعتها انتباه فريدرخ فيلهلم، ناخب براندنبورغ، الذي عينها قابلة في بلاطه في برلين عام 1683. عملت أيضًا قابلة ملكية لأخت فريدرخ الأول ماري أمالي، دوقة ساكسونيا زيتز، وولّدت أربعة من أطفالها. في بلاط أغسطس القوي عام 1696، ساعدت الناخبة الساكسونية ايبرهاردين عند ولادة ابنها فريدريك أغسطس الثاني. في الوقت نفسه، حضرت ولادات أخرى داخل منطقة برلين.
في لايبزيغ، اتهمها أندرياس بيترمان بارتكاب جرائم مماثلة لتلك التي قدمها كيرغر بالفعل، ولكن نظرًا لقلة خبرته المهنية المقارنة، تمكنت سيغموند مرة أخرى من التغلب على هذا التحدي لسمعتها المهنية.
نادرًا ما استخدمت سيغموند المستحضرات الصيدلانية أو الأدوات الجراحية المبكرة في ممارستها. بحلول الوقت الذي توفيت فيه في 10 نوفمبر 1705 في برلين، وَلدت سيغموند ما يقرب من 6,200 رضيع، وفقًا لشماس برلين الذي ترأس جنازتها.

### قابلة البلاط(1690)
أثناء وجودها في هولندا، اقترحت ماري الثانية من أورانج أن تؤلف سيغموند دليل تدريبي للقابلات. يُعتقد أنها بدأت بالفعل في تجميع كتاب قابلة البلاط بحلول هذا الوقت.
في عام 1689، سافرت سيغموند من لاهاي إلى فرانكفورت على أودر، وقدمت مسودة دليلها إلى كلية الطب فيها، ووافقوا على وثائقها الطبية. أدرجت نقشًا جنينيًا وتشريحيًا من رينير دي غراف وغوفيرت بيدلو، مما عزز فائدته العملية. منذ أبريل وحتى يونيو 1689، حمت حصتها في الملكية الفكرية في المجلد من خلال الحصول على امتيازات الطباعة من ناخبي براندنبورغ وساكسونيا، وكذلك الإمبراطور الروماني المقدس.
واستنادًا إلى الملاحظات الدقيقة التي دونتها أثناء الولادات، نشرت نصًا توليديًا موثوقًا بعنوان قابلة البلاط في عام 1690. في 28 مارس 1690، وافقت ألما ماتر فيأدرينا على كتابها. الكتاب على شكل حوار بينها وبين تلميذتها كريستينا، وهو كتاب منهجي وقائم على الأدلة في عرضه لمضاعفات الولادة المحتملة، بما في ذلك مشاكل مثل سوء الولادة، ومشاكل الحبل السري، والمشيمة المنزاحة والتحكم بها. في الدليل، قدم سيغموند حلًا لتوليد حالة عرض الكتف، في تلك الأيام كان الوضع كارثيًا وأدى في كثير من الأحيان إلى وفاة الطفل وربما الأم. طورت إجراءً عبارة عن تدخل بكلتا اليدين لتدوير الطفل في الرحم، وتأمين أحد الأطراف بواسطة حمالة. يُنسب لها أيضًا (مع فرانسوا موريسو) إيجاد طريقة للتعامل مع نزيف المشيمة المنزاحة عن طريق بزل الكيس السلوي.
بعد وفاة سيغموند، مر قابلة البلاط بالعديد من عمليات إعادة النشر، بما في ذلك في برلين (1708) ولايبزيغ (1715 و1724)، مع تعديلات تضمنت استشهادات مؤيدة من أطباء أمراض النساء. وتضمنت إعادة النشر في الأعوام 1723، و1741، و1752، و1756 أيضًا روايات عن قضيتي كيرغر وبيترمان.